# Bombardier CRJ
Bombardier Canadair Regional Jet (CRJ) er navnet på en serie af kort- og mellemdistance passagerfly fra den canadiske flyproducent Bombardier. Flyet er udsprunget af modellen Bombardier CL-600 Challenger, og var i 2009 produceret i over 1.400 eksemplarer i otte forskellige størrelser og varianter.
Det første fly i serien var CRJ100 med plads til maksimum 50 passagerer og en rækkevidde på 1.815 kilometer. Første kunde var Lufthansa CityLine, der fik leveret et eksemplar i 1992, året efter at jomfruflyvningen havde fundet sted. Senere kom modellen CRJ200 i produktion, der kun adskilte sig fra CRJ100 på grund af mere effektive motorer.
Senere er modellerne CRJ440, CRJ700 Nextgen, CRJ705, CRJ900 Nextgen, CRJ1000 Nextgen og Challenger 800 kommet til. 
I Danmark opererer alle danske CRJ-fly for SAS. CRJ200 af Cimber A/S for SAS og CRJ900 Nextgen af SAS.

## Galleri
- CRJ100 fra Air France.
- CRJ200 fra Adria Airways.
- CRJ440 fra North West Airlink.
- CRJ700 fra Delta Air Lines.
- CRJ900 fra Lufthansa CityLine.
- CRJ1000 fra Air Nostrum.